# 赤水忍冬
赤水忍冬（学名：Lonicera tricalysioides）为忍冬科忍冬属下的一个种。

## 扩展阅读
- 維基物種上的相關：赤水忍冬